# 北村茂男 (実業家)
北村 茂男（きたむら しげお、1915年2月11日 - 2002年3月11日）は、日本の経営者。滋賀県出身。

## 経歴
1935年に彦根高等商業学校を卒業し、同年に第一銀行に入行。1951年9月にオリンパス光学工業に転じ、1964年12月に取締役に就任し、1969年12月に常務、1971年12月に専務を経て、1973年12月に社長に就任。1984年1月に会長に就任。
1979年4月に藍綬褒章を受章。
2002年3月11日肺炎のために死去。87歳没。